# Терзийски баир
Терзийски баир е планински рид, дял от Източна Стара планина, в области Ямбол, Бургас и Сливен, между река Мочурица и десния ѝ приток – река Мараш.
Планинският рид Терзийски баир се издига в най-южната част на Източна Стара планина с посока изток-запад, с дължина около 20 км и ширина до 5 – 6 км. На запад проломът на река Мараш (Марашки пролом) го отделя от ниската планина Гребенец, която също е част от Източна Стара планина, а на изток достига до завоя на река Мочурица, ляв приток на Тунджа. На север и на юг склоновете му постепенно затъват съответно в Карнобатската котловина (конкретно в Сунгурларското поле) и Сливенската котловина (конкретно в Стралджанското поле).
Най-високата му точка е връх Кръста (472,3 м), разположен в западната му част, на 1,5 км западно от село Терзийско. На изток височината на рида постепенно се понижава до 250 м и завършва при завоя река Мочурица.
Изграден е от горнокредни и терциерни мергелно-песъчливи скали. Билото му е плоско и заравнено, а склоновете полегати и слабо залесени.
По северното му подножие са разположени селата Грозден, Терзийско, Огнен и Искра, а по южното – Венец и Лозенец.
В югозападната му част е изградена хижа „Люляк“, а в близост до нея е паметникът на Панайот Хитов.
Покрай южните склонове на рида, на протежение от 18,2 км преминава участък от първокласен път № 6 от Държавната пътна мрежа ГКПП „Гюешево“ – София – Карлово – Бургас, а по западната му граница, през Марашкия пролом, на протежение от 6,4 км – участък от първокласен път № 7 Силистра – Шумен – Ямбол – ГКПП „Лесово“.
На южния склон на рида е разположена средновековната крепост Лардея.

## Топографска карта
- Лист от карта K-35-42. Мащаб: 1 : 100 000.
- Лист от карта K-35-54. Мащаб: 1 : 100 000.